# Batalla de Madagascar
La batalla de Madagascar fue la campaña aliada para capturar Madagascar, que estaba controlada por la Francia de Vichy durante la Segunda Guerra Mundial. Comenzó el 5 de mayo de 1942 y los enfrentamientos no cesaron sino hasta el 6 de noviembre.

## Antecedentes
A principios de 1941, los líderes aliados creyeron que los puertos de la isla podrían ser usados por Japón, una idea compartida por la Marina alemana (Kriegsmarine). Después de su conquista del sureste de Asia, al este de Birmania hacia finales de febrero de 1942, el alto mando japonés era capaz de contemplar movimientos hacia el oeste. Los submarinos de la Armada Imperial Japonesa se movían libremente en todas partes del océano Índico. En marzo de 1942, los portaaviones japoneses condujeron la incursión del Océano Índico. Esta incursión condujo a la Flota del Este británica del Océano Índico a trasladarse a una nueva base en Kilindini (en Mombasa), en Kenia.
Este movimiento expuso la flota británica a un nuevo ángulo de ataque: la posibilidad de que fuerzas navales japonesas usaran bases avanzadas en Madagascar. El uso potencial de estas instalaciones amenazó a los barcos mercantes Aliados, la ruta de suministro al Octavo Ejército británico y también la Flota del Este.
Los submarinos japoneses tenían los alcances más largos en ese entonces —más de 10 000 millas (16 000 kilómetros) en algunos casos—. Si estos submarinos hubieran sido capaces de utilizar bases en Madagascar, esto habría afectado líneas Aliadas de comunicaciones en una región que se extiende desde el océano Pacífico y Australia, al Oriente Medio y Atlántico Sur.

## Operación Ironclad
Los comandantes aliados decidieron lanzar un asalto anfibio en Madagascar. El plan era conocido como la Operación Ironclad y las fuerzas aliadas centradas al principio en el Ejército británico y la Marina británica fueron mandadas por el general en jefe Robert Sturges de los Infantes de marina reales. El contingente naval Aliado consistió en más de 50 buques, extraídos de la Fuerza H, la Flota de defensa británica y la Flota del Este británica, mandada por el Contraalmirante Edward Neville Syfret. La flota incluyó el portaviones HMS Illustrious, su barco hermano el HMS Indomitable y el viejo acorazado HMS Ramillies para cubrir los desembarcos.

### Los desembarcos

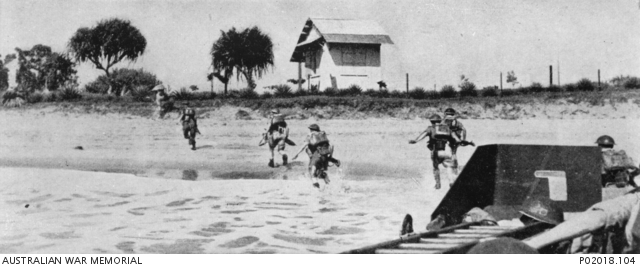
Desembarcos aliados en Tamatave, en mayo de 1942.

Después de muchas misiones de reconocimiento por la Fuerza Aérea Sudafricana, 17.º Grupo de Brigada de Infantería de la División de 5.ª Infantería británica y 13.ª Brigada de Infantería, así como la 29.ª Brigada de Infantería británica, y 5 grupos de operaciones especiales, los Infantes de marina Reales fueron llevados a tierra consiguiendo llegar a Bahía Courrier y Bahía Ambararata, justo al oeste del puerto principal de Diego Suárez (más tarde conocido como Antsiranana), en la punta del norte de Madagascar. Un ataque de distracción fue organizado al este.
Las fuerzas de Vichy, conducidas por el gobernador general Armand Léon Annet, incluyeron aproximadamente 8000 efectivos, de quien aproximadamente 6000 eran de Madagascar. Una gran parte de los demás eran senegaleses. Entre 1500 y 3000 tropas de Vichy estaban concentradas alrededor de Diego Suárez. Sin embargo, las defensas aéreas y navales eran relativamente ligeras y/o obsoletas: ocho baterías costeras, dos cruceros mercantes armados, dos balandros, cinco submarinos, 17 cazas Morane-Saulnier MS.406 y 10 bombarderos Potez 63.
Después de feroces enfrentamientos, Diego Suárez se rindió el 7 de mayo, aunque las fuerzas principales de Vichy se retiraron al sur.
Los flotilla de submarinos japoneses al mando del capitán Ishizaki con el I-10 (Clase Konzu, Tipo A1) y los I-16 e I-20 (Clase Hei, Tipo C1) llegaron el 29 de mayo. El avión de reconocimiento Yokosuka E14Y del I-10 divisó al Ramillies anclado en la rada del puerto de Diego Suárez, pero el avión fue visto y el Ramillies levó anclas para cambiar de posición. El I-20 e I-16 lanzaron dos minisubmarinos Tipo A Kō-hyōteki , uno de los cuales fue conducido hasta el puerto y disparó dos torpedos, incluso con el ataque con cargas de profundidad de dos corbetas. Un torpedo dañó seriamente al Ramillies, mientras el segundo semihundió al petrolero British Loyalty, que más tarde fue reflotado. El Ramillies fue reparado más tarde en Durban y Plymouth. El teniente Saburo Akieda y el suboficial de Marina Masami Takemoto vararon su submarino (M-20b) en Nosy Antalikely y se internaron hacia su punto de recogida cerca del Cabo Ámbar. Ambos fueron localizados cuando compraban alimentos en un pueblo y murieron en una escaramuza con Infantes de marina Reales tres días más tarde. El segundo minisubmarino (M-16b) se perdió en el mar y el cuerpo de uno de sus tripulantes fue empujado a tierra un día más tarde.

### La campaña terrestre  (Operación Stream Line Jane)

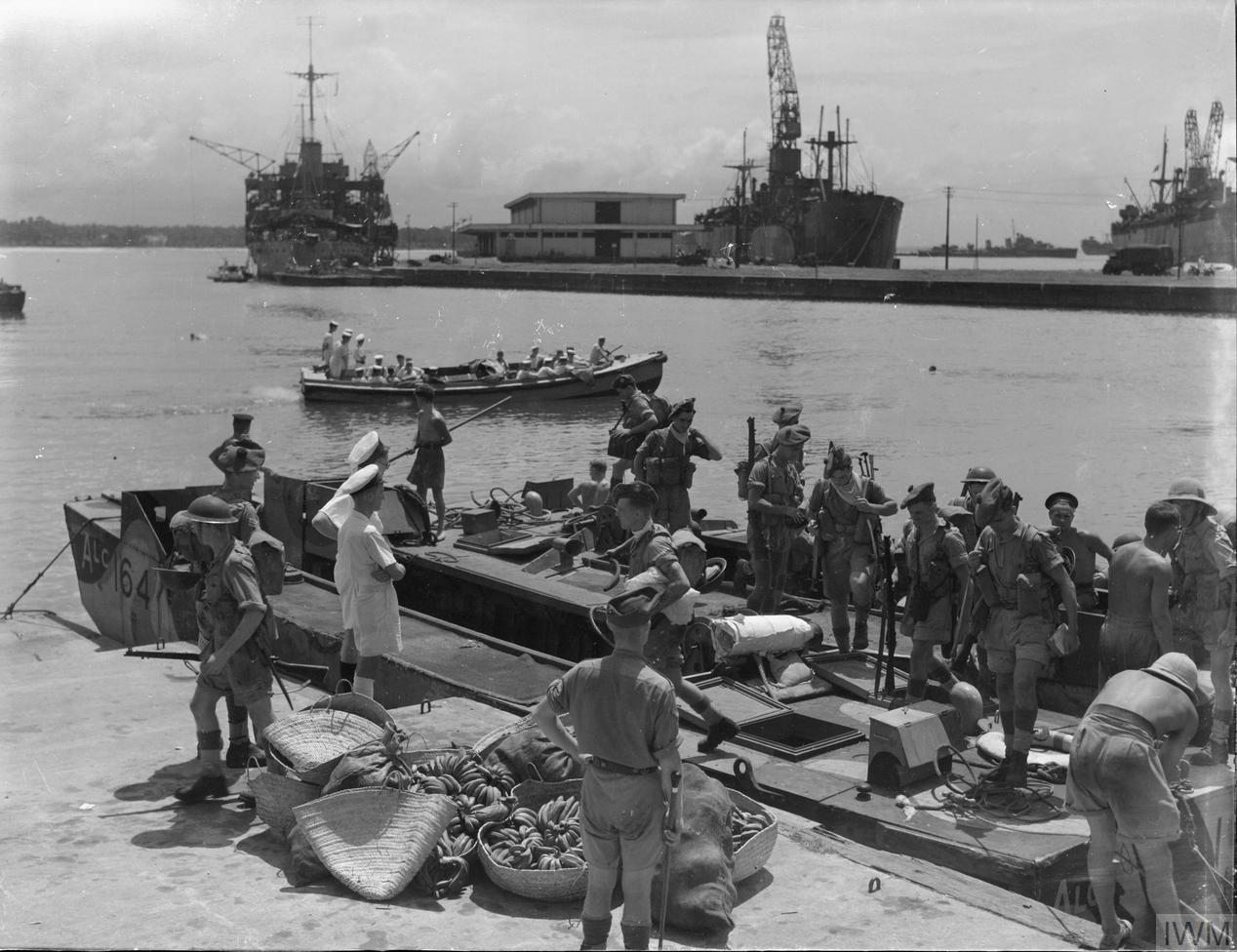
Tropas aliadas en el puerto de Tamatave, septiembre de 1942.

Las hostilidades siguieron en un nivel bajo durante varios meses. Durante el verano de 1942, las dos brigadas de la 5.ª División de Infantería británica fueron transferidas a India. El 22 de junio, el Grupo de Brigada de África de Este (los King's African Rifles) llegó a Madagascar. La 7.ª Brigada Motorizada sudafricana y la 27.ª Brigada de Infantería Rodesiana (incluyendo fuerzas de África Oriental) llegaron en las semanas siguientes a la llegada de los Africanos del Este.
La 29.ª Brigada y el 22.º Grupo de Brigada realizaron un desembarco anfibio el 10 de septiembre en Majunga, en el noroeste, para lanzar de nuevo operaciones ofensivas Aliadas antes de la temporada lluviosa. El progreso era lento para las fuerzas aliadas; además de los choques de pequeña escala ocasionales con fuerzas enemigas, también encontraron obstáculos erigidos en las carreteras por los soldados de Vichy. Los Aliados finalmente capturaron la capital, Antananarivo sin mucha oposición, y luego la ciudad de Ambalavao. La última acción principal se produjo en Andriamanalina el 18 de octubre. Annet se rindió cerca de Ilhosy, en el sur de la isla el 8 de noviembre. Los Aliados sufrieron aproximadamente 500 bajas en el desembarco en Diego Suárez, y 30 muertos y 90 heridos en las operaciones que siguieron al 10 de septiembre.

## Orden naval de batalla

### Aliados
- Acorazado HMS Ramillies
- Portaaviones HMS Illustrious y HMS Indomitable
- Cruceros HMS Hermione y HMS Devonshire

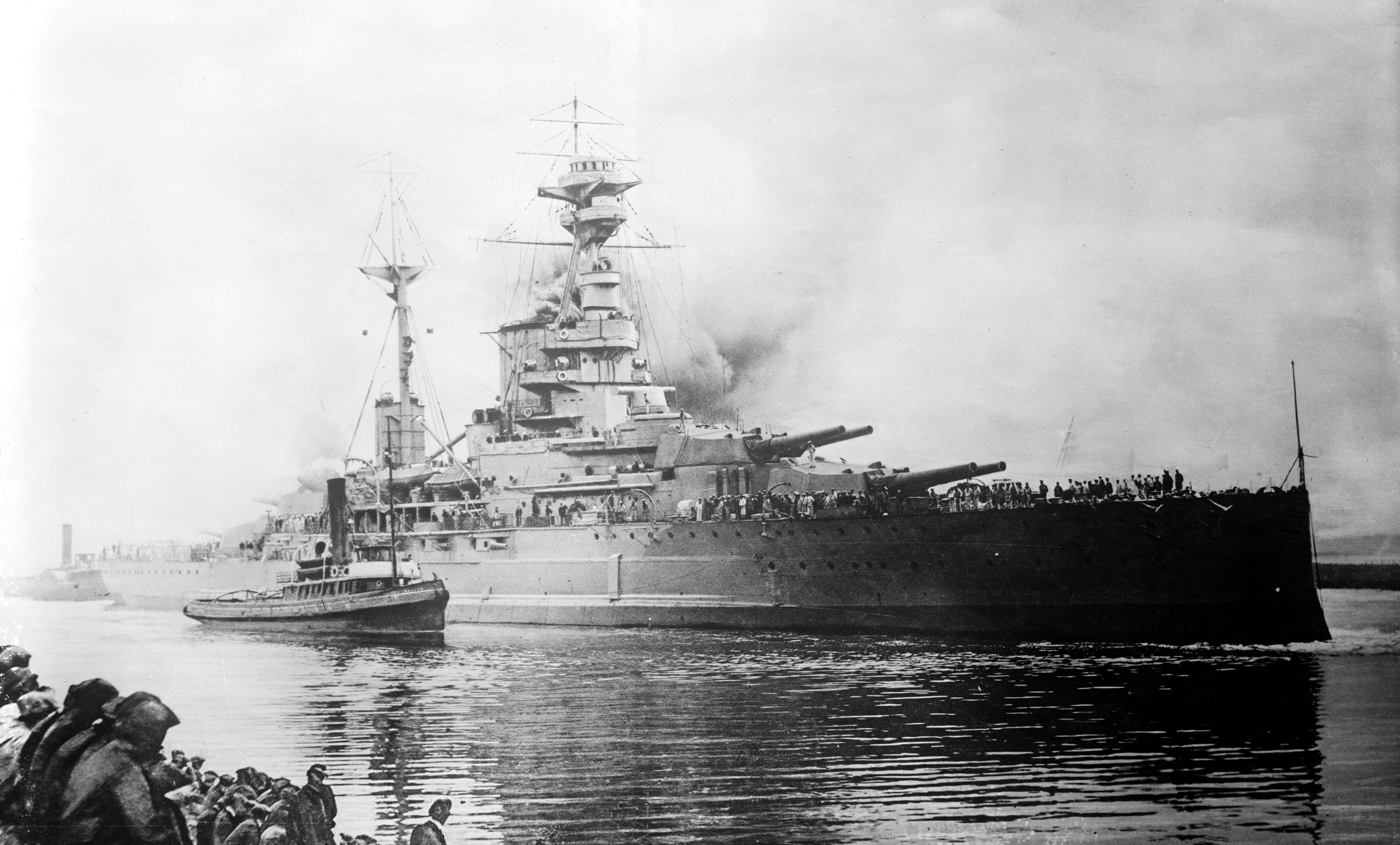
Acorazado fue gravemente dañado tras el ataque de un mini-submarino japonés en el puerto de Diego Suárez.

- Destructores HMS Active, HMS Anthony, Duncan, Inconstant, Javelin, HMS Laforey, Lightning, Lookout, HMAS Nizam, HMAS Norman, HMS Pakenham, HMS Paladin y HMS Panther.
- Fragatas, corbetas y transportes.

### Francia de Vichy
- Dos cruceros mercantes armados
- Dos balandros
- Cinco submarinos incluidos Bévéziers, Le Heros, Monge

### Japón
- Submarinos I-10 (con avión de reconocimiento), I-16, I-18 (dañado por temporal y llegó tarde), I-20
- Submarinos Midget M-16b, M-20b

## Consecuencias
El general de la Francia Libre, Paul Legentilhomme, fue designado Alto Comisionado para Madagascar. Pero el control francés de la isla no debía durar mucho más tiempo. Como muchas colonias, después de la Segunda Guerra Mundial, Madagascar buscó su independencia. En 1947, la isla experimentó la Rebelión malgache. Esta revolución fue aplastada en 1948. El 14 de octubre de 1958, aproximadamente diez años más tarde, la República Malgache proclamó con éxito su definitiva independencia de Francia.

## Curiosidades
- Esta fue la única batalla en la que el Imperio del Japón luchó acompañando a un país europeo perteneciente al Eje. Casi toda la guerra —salvo por esta campaña— se mantuvo más como co-beligerante que como aliado. Es decir, luchaba contra los aliados, pero sin otro país del eje acompañando.
- Esta fue la única batalla de toda la historia japonesa donde su ejército luchó en África. Si bien actualmente soldados japoneses han participado en campañas militares en África junto a otros países durante misiones de paz encabezadas por la Organización de las Naciones Unidas, esta es la única ocasión donde el ejército japonés luchó por órdenes directas de su propio gobierno en territorio africano.